# قذف الأحذية

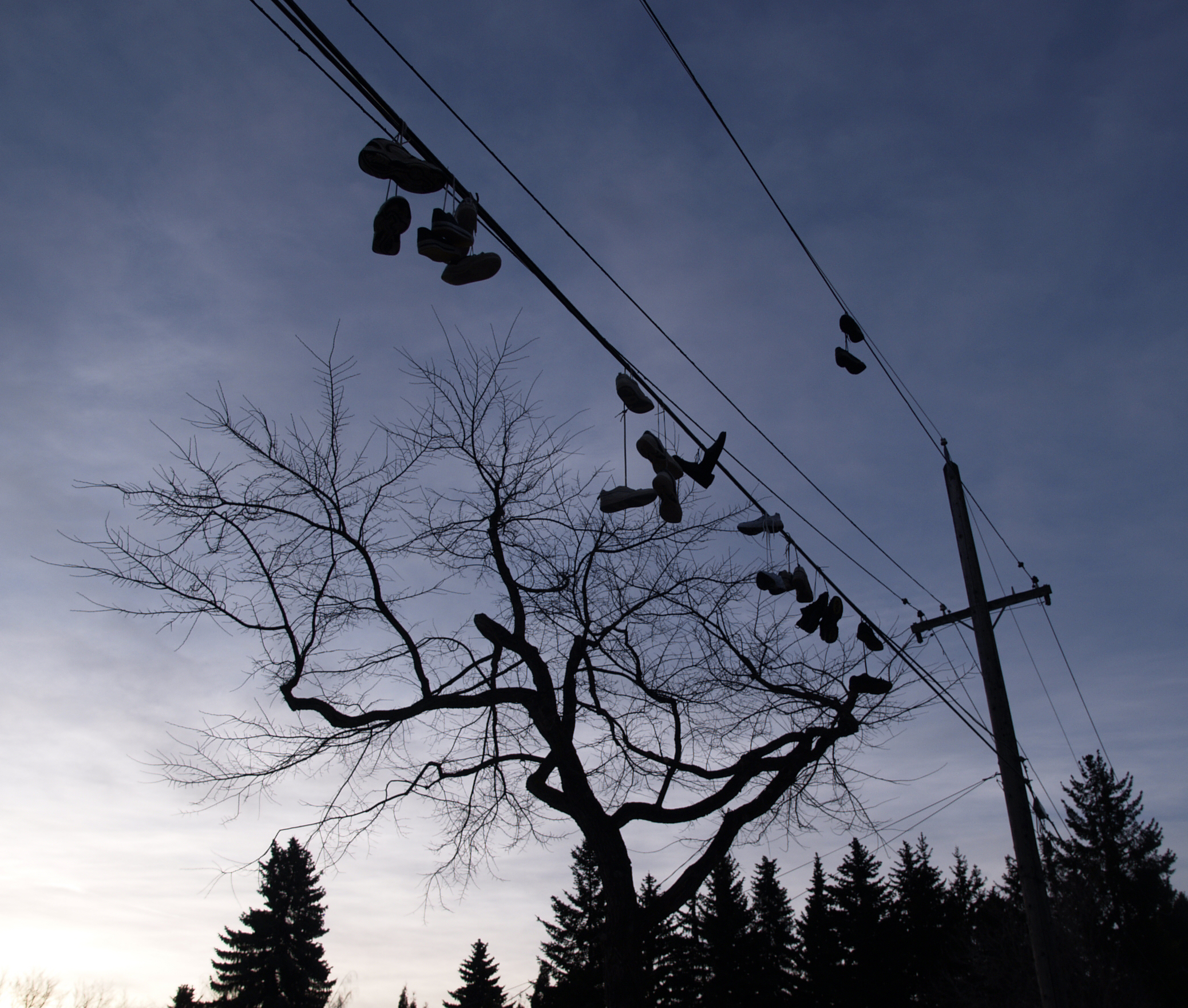
صورة توضح عملية قذف الأحذية في الولايات المتحدة

قذف الأحذية هي عملية قيام شخص برمي فردة أو كلا فردتي حذاءه على شجرة وذلك بعد ممات صاحب الحذاء. يقوم بهذا العمل الأصدقاء لبعضهم لتبقى ذكرى لن تُمس، بما أن المكان عال ولن يلمسها أحد.

## فيالولايات المتحدة

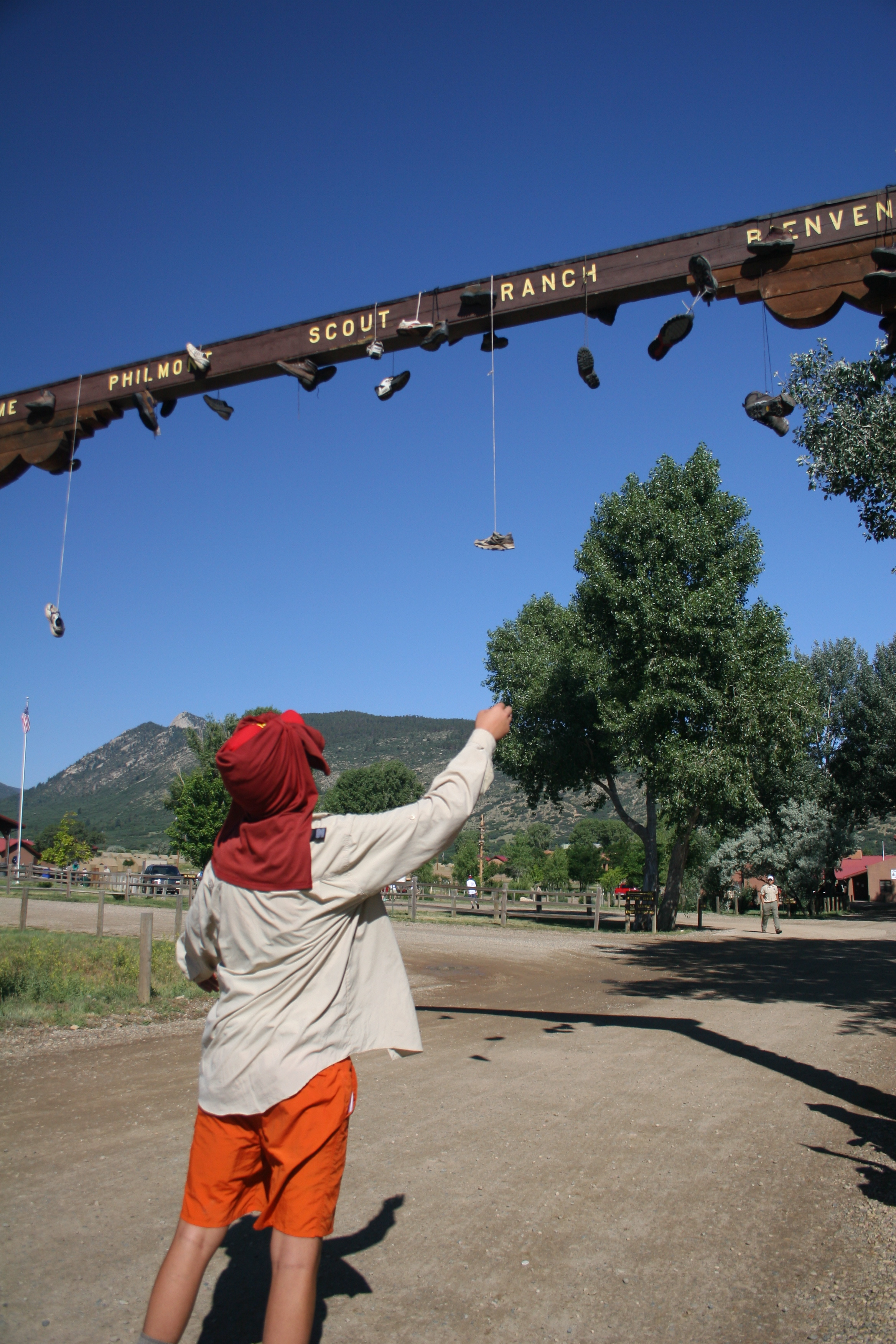
شخص يرمي حذاؤه على بوابة مخيم كنوع من التقليد المتبع

قذف الأحذية غالبًا ما يكون على سبيل التسلية، حيث يقوم الكثير برمي أحذيتهم بعد ربط الفردتين ببعضهما موجهة إلى كوابل التلفون والأشجار. الحذاء هو الجزء الأدنى من اللباس وهو لذلك جزء محتقر لدنوه من الأرض بما يعني انحطاطه ووصف شخص بالحذاء هو من قبيل الشتم والإيذاء اللفظي الذي يعني احتقاره وقذف الشخص به يعني التحقير من شأنه.